# Walter Schleger
Walter Schleger (né le 19 septembre 1929 à Prague - mort le 3 décembre 1999) était un footballeur international autrichien. Il évoluait au poste d'attaquant.

## Carrière

### Club
- 1949-1951 :  Wiener Sport-Club
- 1951-1964 :  Austria Vienne

### Équipe nationale
- 22 sélections et 1 but avec l'Autriche entre 1951 et 1962.